# Victoria (Texas)
Pour les articles homonymes, voir Victoria.
La ville de Victoria est le siège du comté de Victoria, dans l’État du Texas, aux États-Unis. Sa population s’élevait à 62 592 habitants lors du recensement de 2010, estimée à 67 670 habitants en 2016.

## Source
- (en) Cet article est partiellement ou en totalité issu de l’article de Wikipédia en anglais intitulé « Victoria, Texas » (voir la liste des auteurs).